# Echthroplexis puncticollis
Echthroplexis puncticollis är en stekelart som först beskrevs av Thomson 1876.  Echthroplexis puncticollis ingår i släktet Echthroplexis och familjen sköldlussteklar. Arten är reproducerande i Sverige. Inga underarter finns listade i Catalogue of Life.